# ۱۳۱۲ (خورشیدی)
۱۳۱۲ هزار و سیصد و دوازدهمین سال هجری خورشیدی سالی عادی است.

## رویدادها
- ۷ مرداد - پست خانه ایران در ساختمان تازه ساخت خود در خیابان سپه پیشین آغاز به کار کرد.
- ۳۰ آبان - نمایش «دختر لر»؛ نخستین فیلم ناطق ایرانی.
- امتیاز باشگاه ac milan به مجید نعمت الهی رسید
- انعقاد قرارداد نفتی بین دولت ایران و دولت انگلستان.
- اکران نخستین فیلم کینگ کونگ ۱۹۳۳ در تهران

## زادروزها
- ۲ فروردین - ربابه مرادوا، خواننده شهیر موسیقی مقامی آذربایجانی، ایرانی‌تبار آذربایجانی
- ۲ فروردین - ابوالحسن بنی صدر، اقتصاددان، سیاستمدار و اولین رئیس‌جمهور ایران
- ۱۹ فروردین - سید حسین نصر،  فیلسوف و متأله ایرانی
- ۱۷ تیر - دکتر ابراهیم فیوضات، جامعه‌شناس مشهور ایرانی
- ۲۵ تیر - داود رشیدی، بازیگر
- ۲۵ خرداد - محمد علی رجایی، دومین رئیس جمهور ایران
- ۴ مرداد - پرویز بهرام، دوبلور
- ۱ شهریور - حسین یوسف زمانی، آهنگساز و موسیقیدان
- ۹ شهریور - غزل تاجبخش، شاعر، نویسنده و مترجم
- ۱۳ شهریور - محمد جواد باهنر، سیاستمدار و نخست‌وزیر ایران
- ۱ آذر - منوچهر بی‌بی‌یان، روزنامه‌نگار و تهیه‌کننده موسیقی
- ۲ آذر - علی شریعتی، نویسنده و جامعه‌شناس و از روشنفکران دینی
- ۹ آذر - حسین شکوئی، جغرافی‌دان معاصر ایرانی و بنیان‌گذار گروه جغرافیای دانشگاه ملی سابق و چهره‌های ماندگار ایران
- ۱۲ بهمن - بهمن فرسی، نویسنده، نمایش‌نامه‌نویس و بازیگر
- ۱۲ بهمن - حسین کسبیان، بازیگر
- ۲۹ اسفند - فهیمه راستکار، دوبلور، بازیگر

## درگذشت‌ها
- ۹ مهر - عبدالحسین تیمورتاش: دولتمرد و وزیر دربار رضاشاه پهلوی.
- ۱ بهمن - ابوالقاسم عارف قزوینی، شاعر و تصنیف ساز ایرانی (زادروز ۱۲۵۹)